# St. Georg (Sünzhausen)

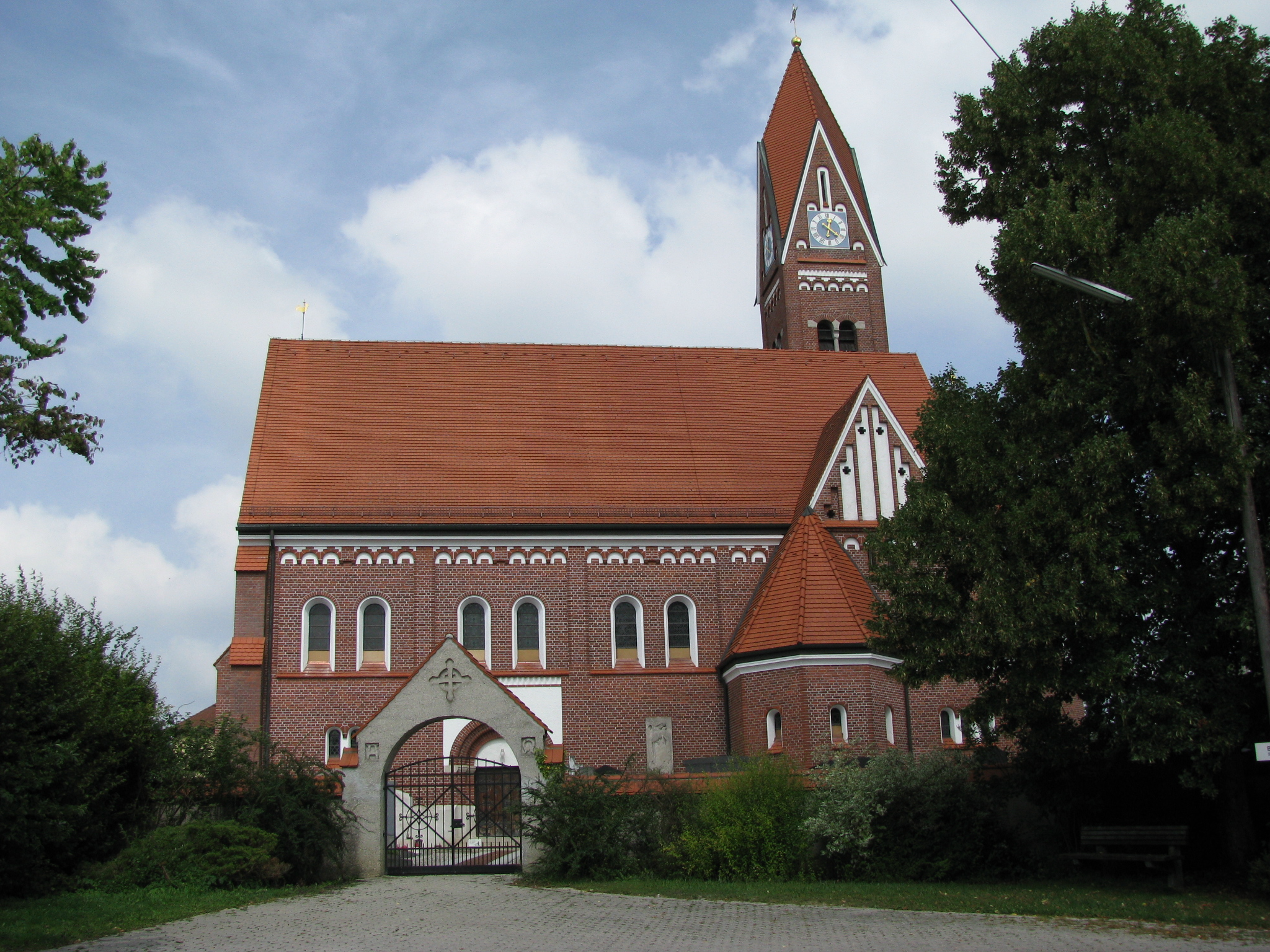
Pfarrkirche St. Georg von Süden

Die Pfarrkirche St. Georg ist die römisch-katholische Dorfkirche von Sünzhausen (Oberbayern). In seiner heutigen Form wurde der Bau in den Jahren 1906 bis 1908 errichtet. Die Kirche mit ihrem 41 Meter hohen Turm befindet sich weithin sichtbar auf einem Bergrücken am nördlichen Dorfrand.

## Geschichte und Architektur
Sie ist ein geschütztes Baudenkmal mit der Aktennummer D-1-78-124-276. Beschrieben wird sie in der Liste der Baudenkmäler in Freising als „breiter Saalbau aus Sichtziegeln mit stark eingezogener Apsis, angefügter Sakristei und Chorflankenturm, in neuromanischem und -gotischem Stil nach Plänen von Johann Baptist Schott 1906-08 errichtet; mit Ausstattung“.
Entworfen wurde die Kirche von dem Münchener Architekten Johann Baptist Schott. Er errichtete einen für das nördliche Münchener Umland ungewöhnlichen Blankziegelbau, an dem deutlich neuromanische Bauelemente hervortreten.
Über dem westlichen Portal befindet sich ein Steinrelief des Kirchenpatrons, des Heiligen Georg. Zu dessen Füßen der Kopf des von ihm besiegten Drachen.
Die Pfarrei Sünzhausen war ab 1221 inkorporierte Pfarrei des Kollegiatstifts St. Veit. Bis zur Auflösung des Stifts im Zuge der Säkularisation im Jahr 1802 gehörte zur Pfarrei auch die Filialkirche St. Ottilia in Kühnhausen.

## Ausstattung
In der Kirche blieb die neuromanische Ausstattung der Erbauungszeit weitgehend erhalten: Altäre, Kanzel, Wandmalereien und Kreuzwegstationen. 
Die Altäre der Vorgängerkirche wurden 1914 nach Maximilian, einem Ortsteil von Kraiburg am Inn, verkauft und stehen seither in der Filialkirche St. Maximilian.

## Orgel

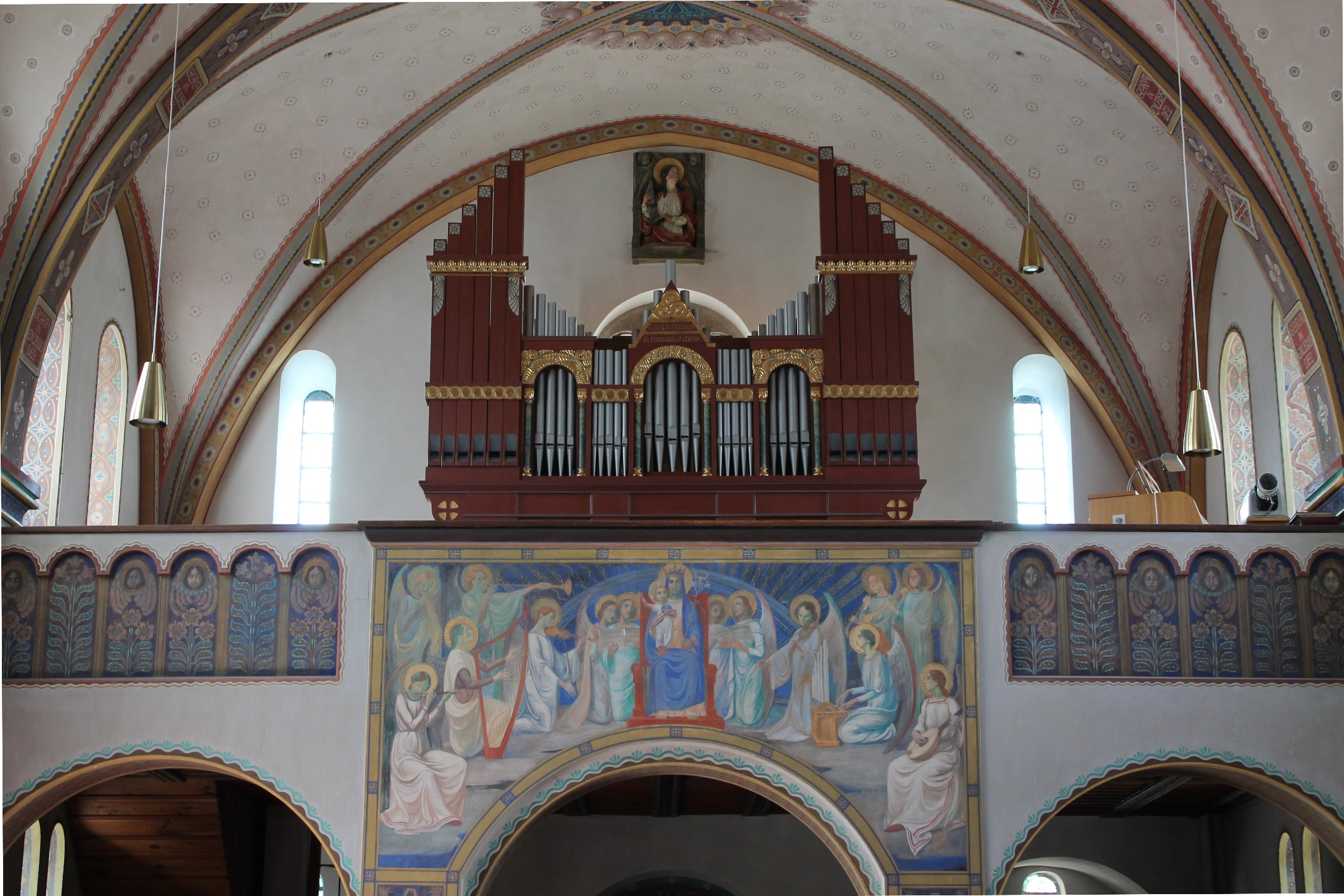
Die Orgel

Die Orgel wurde 1908 von Willibald Siemann gebaut. Sie hat 11 Register auf zwei Manualen und Pedal. Sie ist die erste nachweisbare Orgel der Firma mit Freipfeifenprospekt; ursprünglich hatte sie pneumatische Kegelladen; der Spieltisch und die Traktur wurden 1984 erneuert. Die Disposition lautet:
| I Manual C–f3 |    |
| Principal     | 8′ |
| Gamba         | 8′ |
| Gedackt       | 8′ |
| Octav         | 4′ |

| II Manual C–f3   |    |
| Salicional       | 8′ |
| Lieblich Gedeckt | 8′ |
| Vox coelestis    | 8′ |
| Flöte octaviante | 4′ |

| Pedal C–d1   |     |
| Subbaß       | 16′ |
| Stillgedeckt | 16′ |
| Cello        | 8′  |

- Koppeln:  II/I, II/P, I/P, Superoktavkoppel II/I, Suboktavkoppel II/I, Superoktavkoppel I
- Bemerkungen: Kegellade, pneumatische Spiel- und Registertraktur

## Geläut
Die Kirche verfügt über fünf Glocken, die im Glockenstuhl des Turms untergebracht sind. Die vier größeren Glocken bilden die Melodielinie des Salve Regina. Die fünfte Glocke wird nur als Sterbeglocke verwendet und von Hand geläutet. Die Glocken im Einzelnen:
| Nr. | Name           | Material | Gussjahr | Gießer                     | Durchmesser [mm] | Gewicht [kg] | Schlagton |
| --- | -------------- | -------- | -------- | -------------------------- | ---------------- | ------------ | --------- |
| 1.  | Dreifaltigkeit | Bronze   | 1949     | Karl Czudnochowsky, Erding | 1.548            | 1.935        | c1        |
| 2.  | Georg          | Bronze   | 1947     | Karl Czudnochowsky, Erding | 1.227            | 1.000        | e1        |
| 3.  | Christkönig    | Bronze   | 1947     | Karl Czudnochowsky, Erding | 990              | 550          | g1        |
| 4.  | Maria          | Bronze   | 1949     | Karl Czudnochowsky, Erding | 900              | 345          | a1        |
| 5.  | Sterbeglocke   | Bronze   | 1867     | Joseph Bachmair, Erding    | 612              | 110          | d2        |

## Bildergalerie

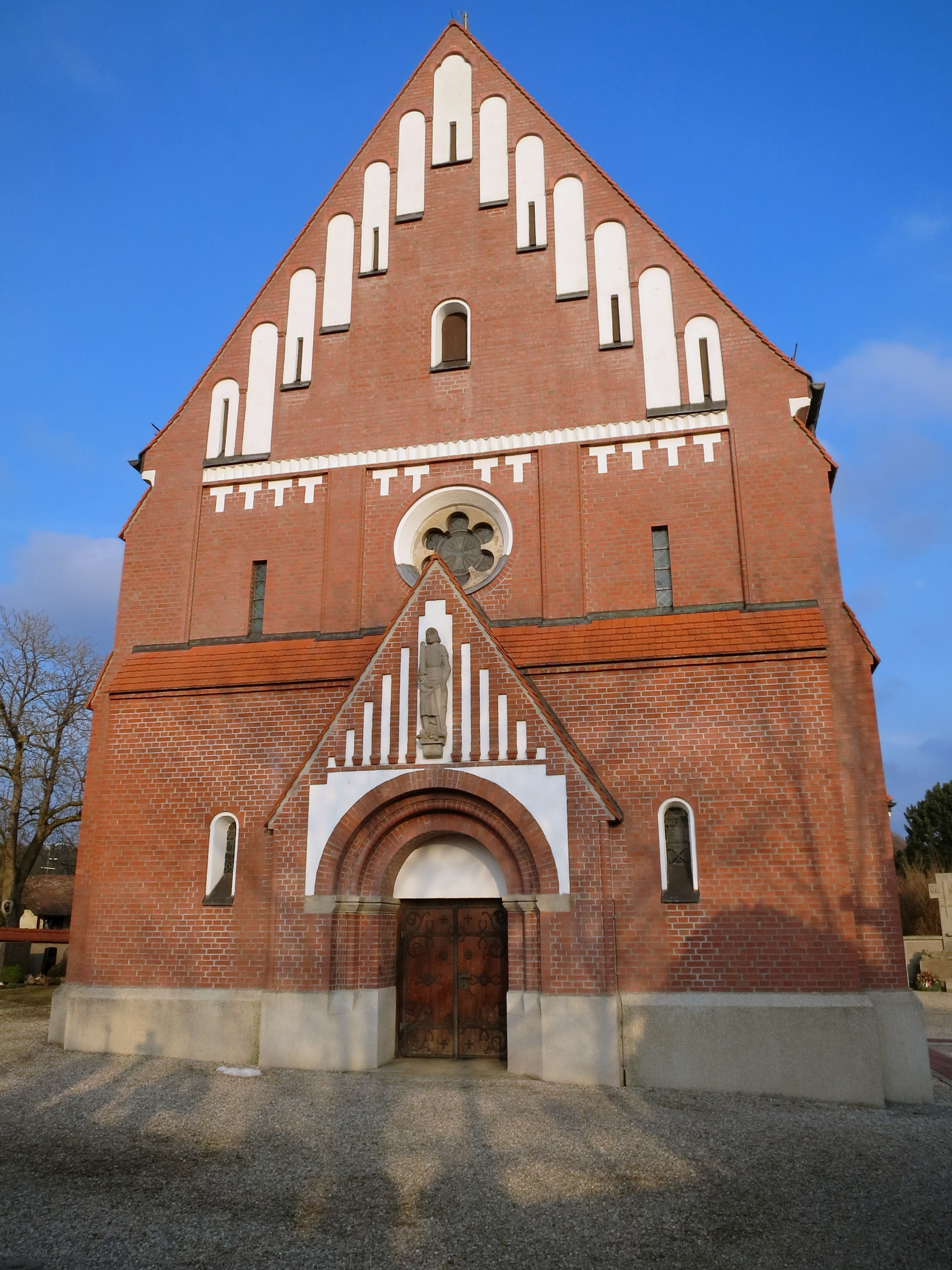
Die Giebelfront mit St. Georg
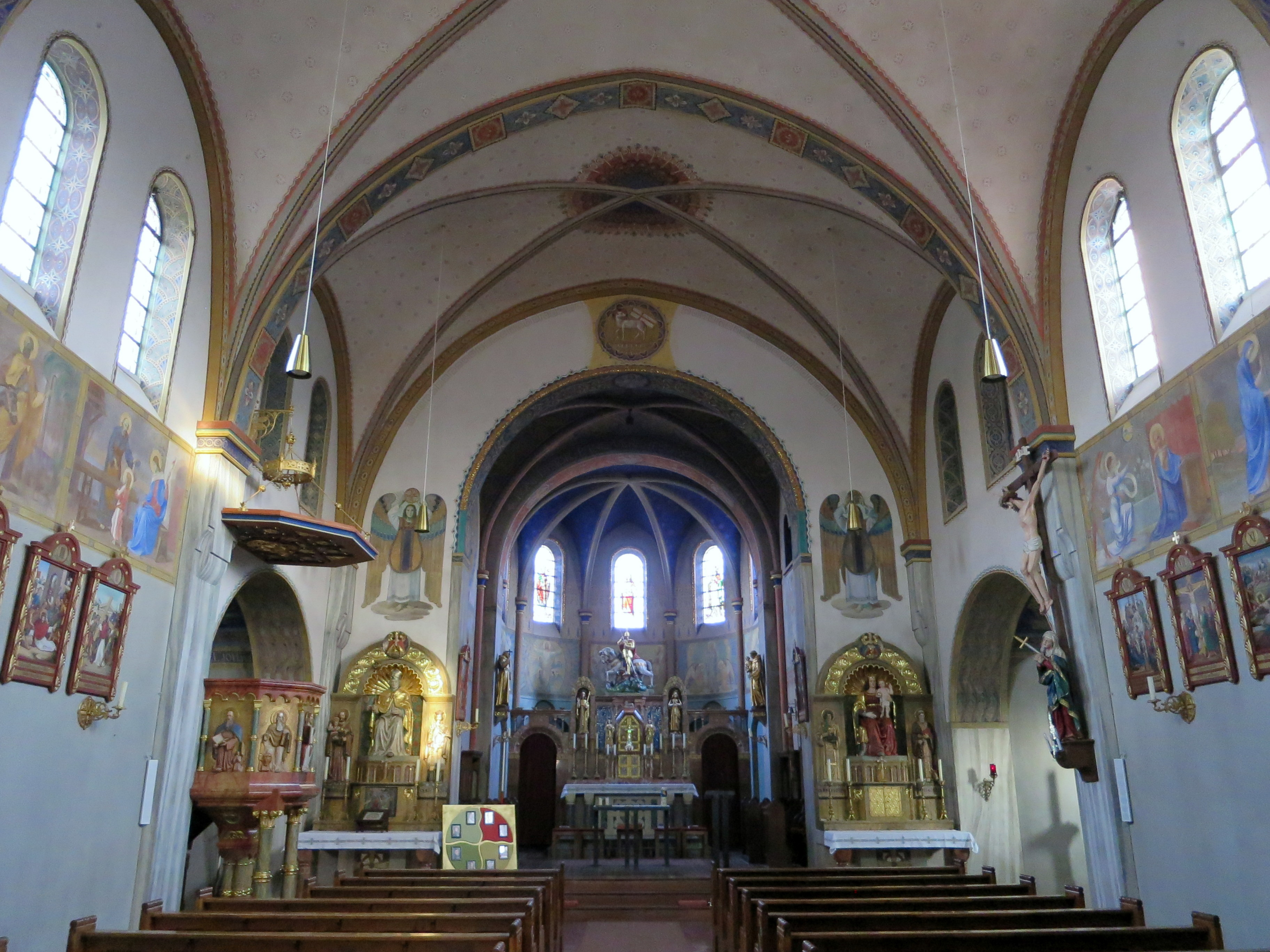
Blick zum Chor
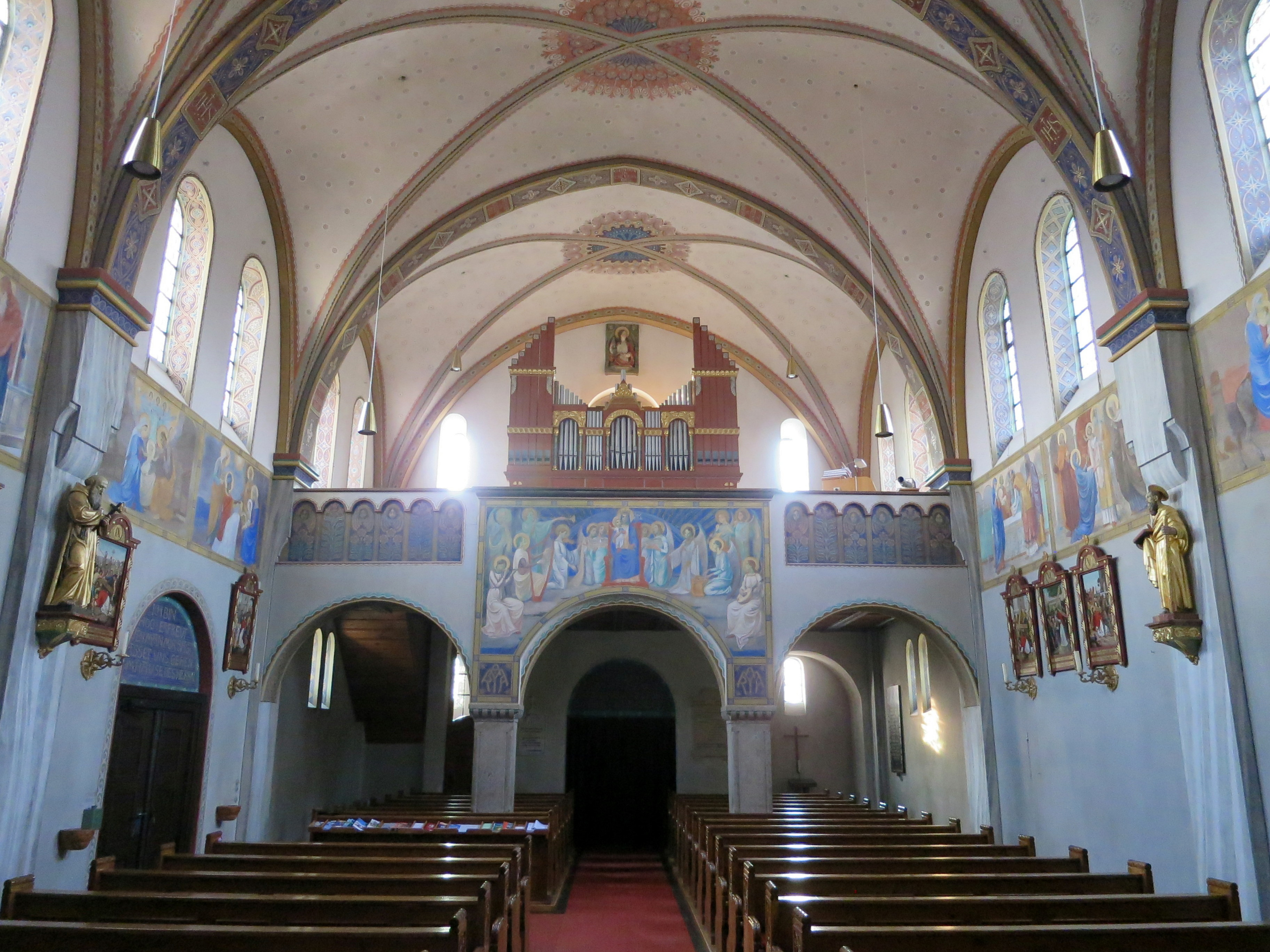
Blick zur Orgelempore
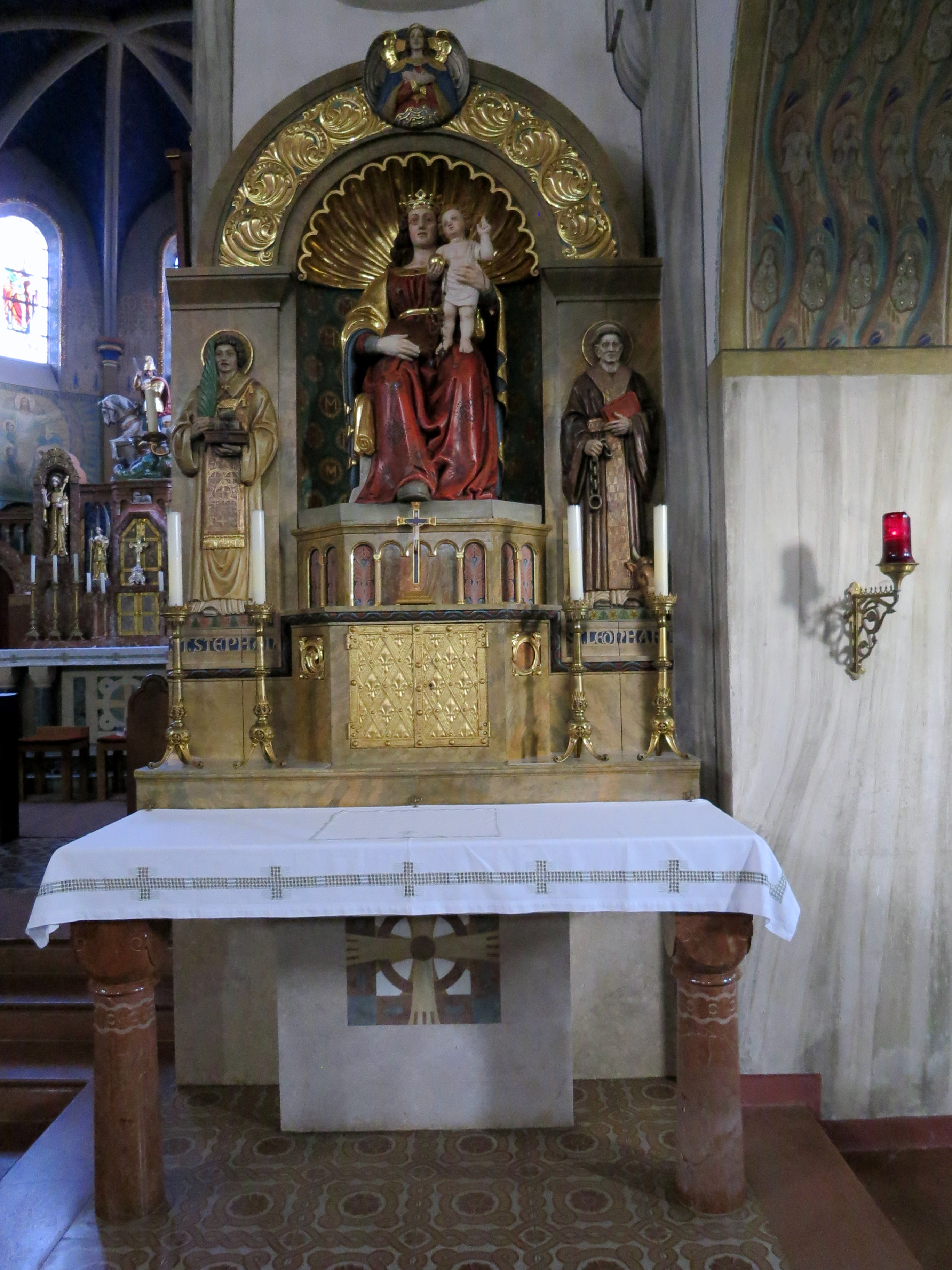
Rechter Seitenaltar
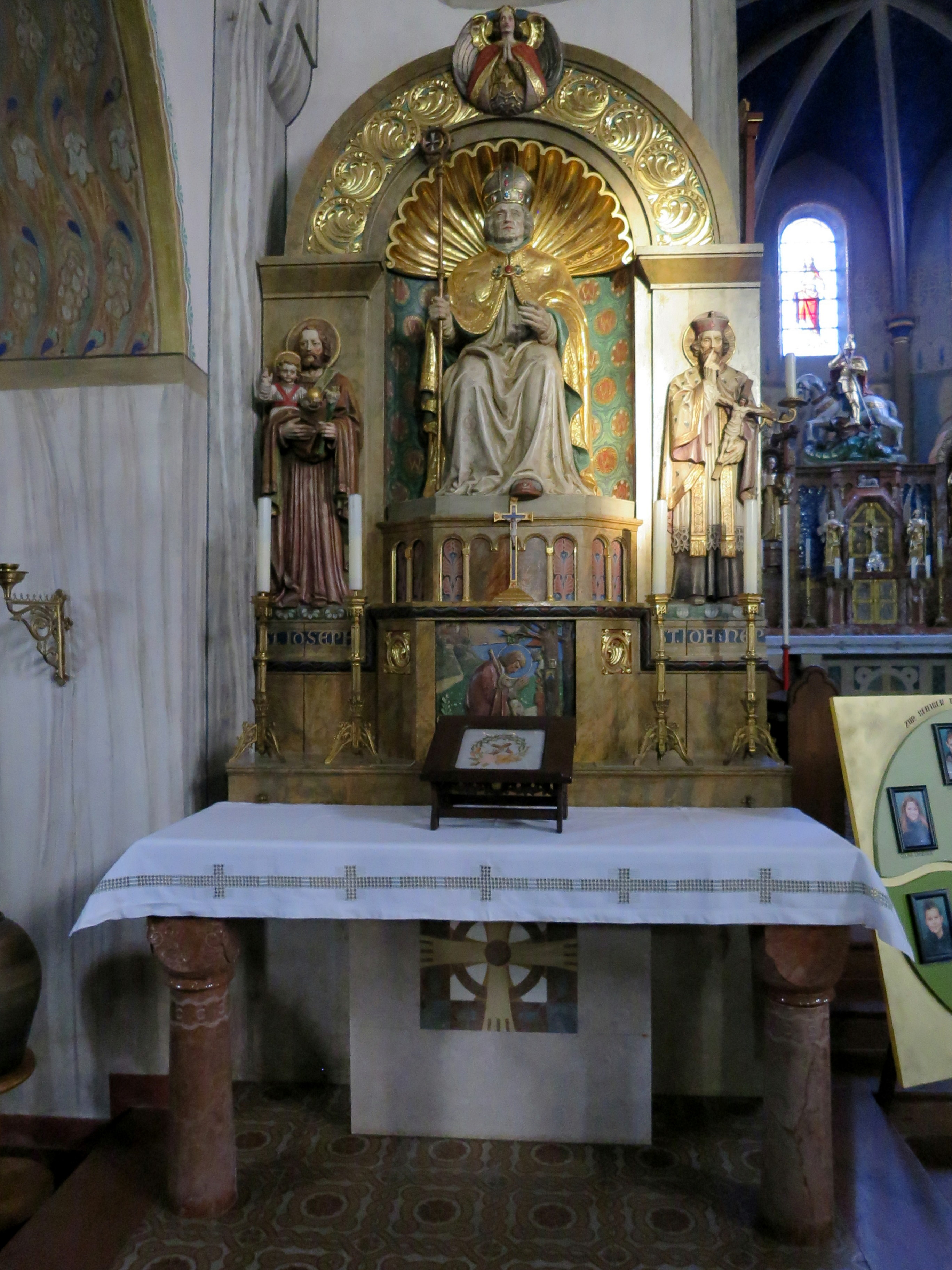
Linker Seitenaltar
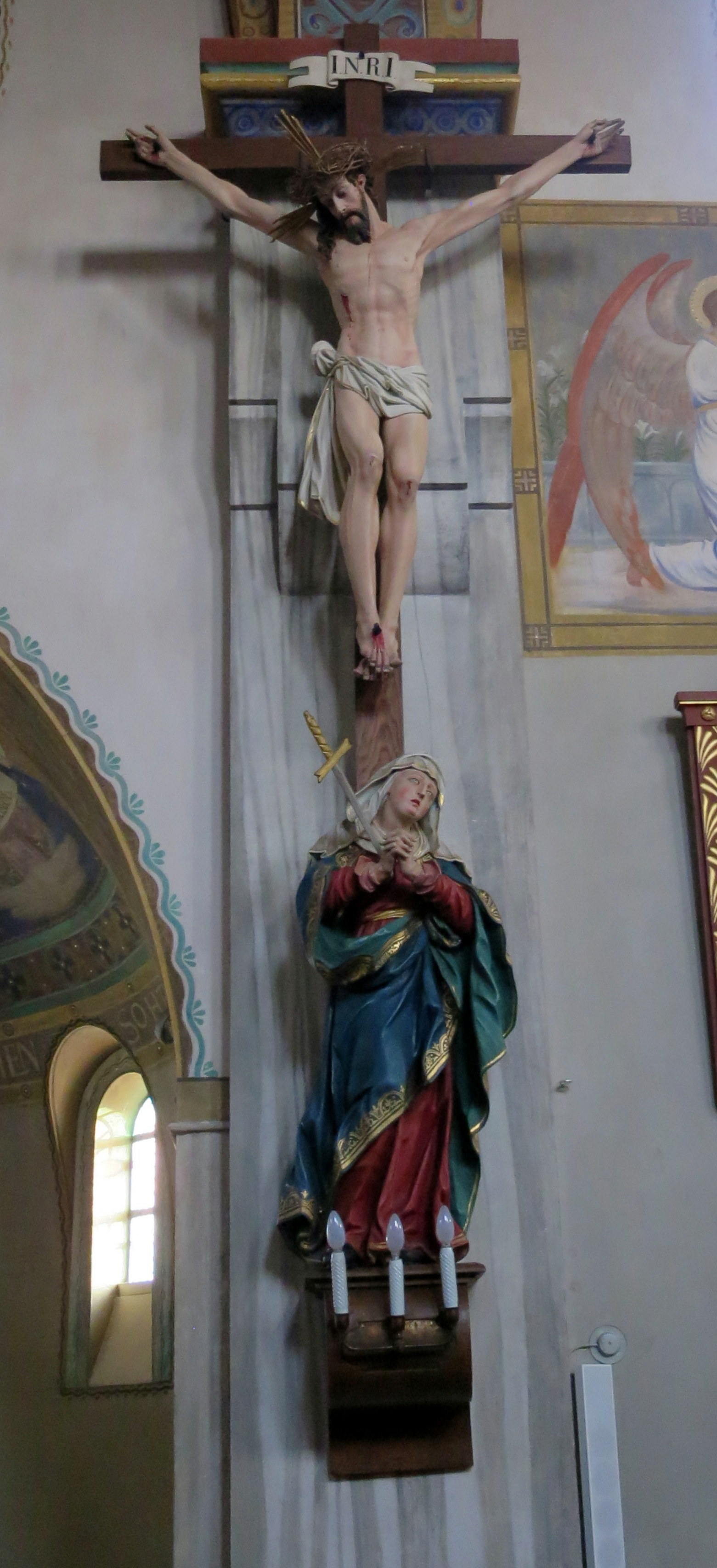
Kanzelkreuz
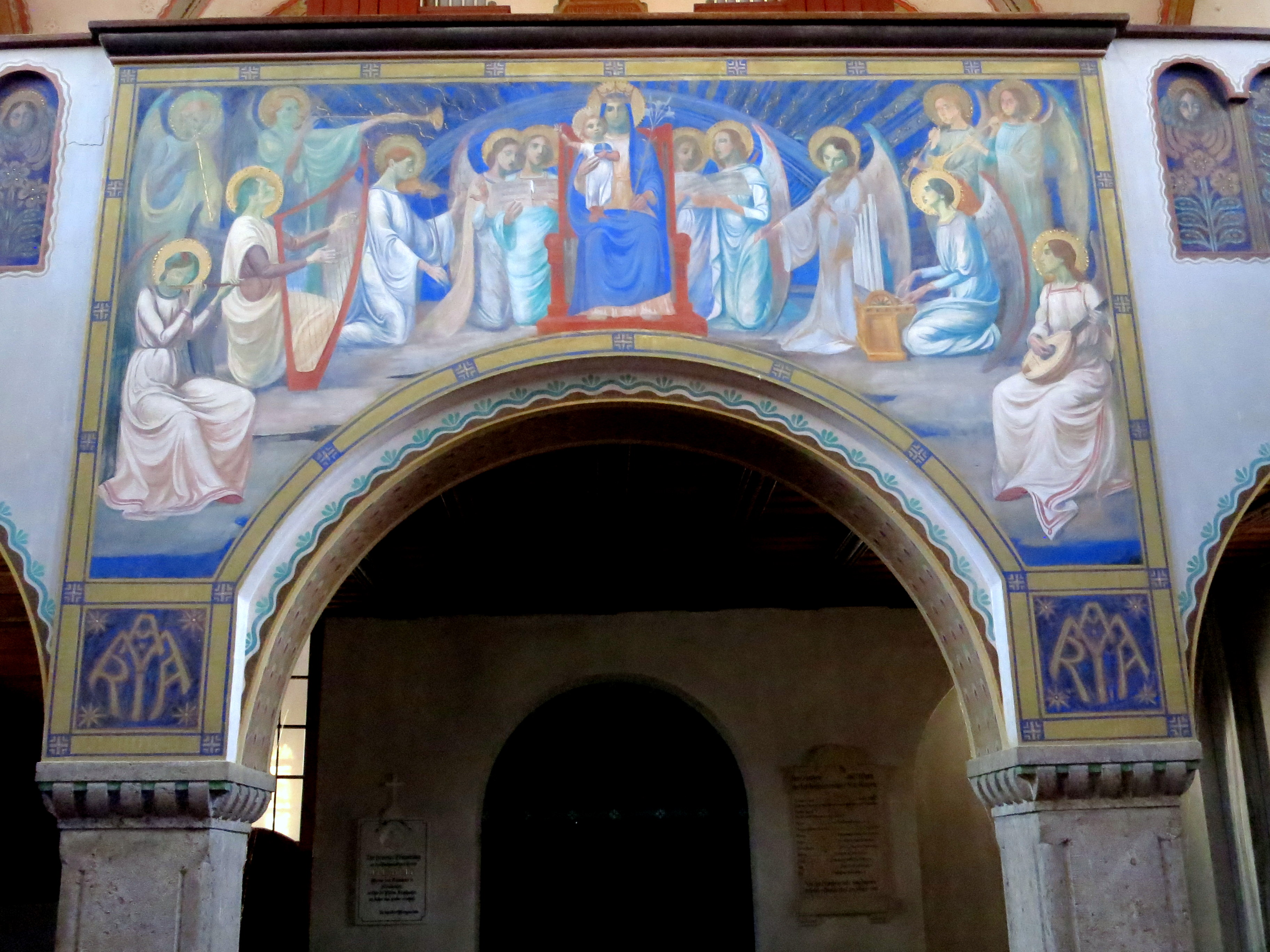
Empore mit Bild